# Thomas Pötzsch
Thomas Pötzsch (* 1959 in Ost-Berlin) ist ein deutscher Schauspieler, Regisseur und Hörspielsprecher.

## Leben
Thomas Pötzsch wurde 1959 in Berlin geboren und wuchs dort auch auf. Er erhielt an der Hochschule für Schauspielkunst „Ernst Busch“ eine Ausbildung zum Schauspieler. Seine Theaterlaufbahn begann er am Städtischen Theater Karl-Marx-Stadt, es folgten in Berlin das Kleine Theater Das Ei im Friedrichstadt-Palast, das carrousel Theater an der Parkaue und  das Theater 89. Neben weiteren Engagements als Schauspieler und Regisseur, an verschiedenen Theatern, hat er seit dem Jahr 2007 am Landestheater Neustrelitz und dem Schauspielhaus Neubrandenburg eine feste Heimstatt gefunden. Für mehrere Film- und Fernsehproduktionen stand er vor der Kamera und wirkte auch bei einigen Hörspielen als Sprecher mit.
Thomas Pötzsch wohnt in Berlin.
Er ist verheiratet mit der Schauspielerin Franziska Hayner und hat zwei Söhne.

## Filmografie
- 1986: Kalter Engel (Fernsehfilm)
- 1989: Die gläserne Fackel (Fernsehserie, 1 Episode)
- 1990: Alter schützt vor Liebe nicht (Fernsehfilm)
- 1990: Polizeiruf 110: Der Tod des Pelikan (Fernsehreihe)
- 1991: Der Strass
- 1999: Für alle Fälle Stefanie (Fernsehserie, 1 Episode)
- 2000: Für alle Fälle Stefanie (Fernsehserie, 1 Episode)
- 2003: Hinter Gittern – Der Frauenknast (Fernsehserie, 1 Episode)
- 2003: Eierdiebe
- 2003: In aller Freundschaft (Fernsehserie, 1 Episode)

## Theater

### Schauspieler
- 1984: Friedrich Schiller: Die Verschwörung des Fiesco zu Genua (Gianettino Doria) – Regie: Hartwig Albiro (Städtische Theater Karl-Marx-Stadt)
- 1985: Friedrich Wolf: Wie die Tiere des Waldes (Kurt) – Regie: Christine Harbort (Städtische Theater Karl-Marx-Stadt)
- 1987: John Kander/Joe Masteroff: Cabaret – Regie: Rainer Wenke (Städtische Theater Karl-Marx-Stadt)
- 1988: Julie Schrader: Genoveva oder Die weiße Hirschkuh (Spielmeister/Straßenmusikant) – Regie: Irmgard Lange (Kleines Theater Das Ei im Friedrichstadt-Palast Berlin)
- 1988: Wilhelm Busch: Der Vetter auf Besuch (Müller) – Regie: Uwe Lohse (Kleines Theater Das Ei im Friedrichstadt-Palast Berlin)
- 1989: Sergei Tretjakow: Ich will ein Kind haben – Regie: Günter Schmidt (Berliner Ensemble)
- 1990: Hansjörg Schneider nach Jeanne-Marie Leprince de Beaumont: Die Schöne und das Tier – Regie: Jörg Richter (Freie Kammerspiele Magdeburg)
- 1990: Georg Büchner: Woyzeck – Regie: Hans-Joachim Frank (Theater 89 im Kleinen Theater Das Ei im Friedrichstadt-Palast Berlin)
- 1991: Samuel Beckett: Warten auf Godot (Lucky) – Regie: Gabriele Heinz (Theater 89)
- 1991: Jean Anouilh: Der Walzer der Toreros (Sekretär) – Regie: Fritz Göhler (Kleines Theater Das Ei im Friedrichstadt-Palast Berlin)
- 1992: Jürgen Holtz: König Kacke (Erwin) – Regie: Hans-Joachim Frank (Kleines Theater Das Ei im Friedrichstadt-Palast Berlin)
- 1992: F. W. Korn: Wurst wider Wurst (Neffe Theodor) – Regie: Gerd Grasse (Kleines Theater Das Ei im Friedrichstadt-Palast Berlin)
- 1992: Oliver Bukowski: Das Lachen und Das Streicheln des Kopfes (Jasper) – Regie: Hans-Joachim Frank (Theater 89)
- 1993: Jewgeni Schwarz: Rotkäppchen (Clown) – Regie: Peter Schroth (carrousel Theater an der Parkaue)
- 1994: George Tabori: Die Kannibalen (Hirschler) – Regie: Peter Schroth (carrousel Theater an der Parkaue)
- 1994: Torsten Letser: Der kleine Prinz von Dänemark (Bernardo) – Regie: Manuel Schöbel (carrousel Theater an der Parkaue)
- 1996: Ensembleproduktion: Vor. Zurück. Zur Seite. RAUS (Prof. Max Bauer) – Regie: Herman Vinck (carrousel Theater an der Parkaue)
- 1997: Paul Gratzik: Litauische Claviere (Josupeit) – Regie: Hans-Joachim Frank (Theater 89)
- 1997: Wladimir Majakowski: Wladimir Majakowski Tragödie (Tränenfrau) – Regie: Gabriele Heinz (Theater 89)
- 1998: Bertolt Brecht nach Maxim Gorki: Die Mutter – Regie: Hans-Joachim Frank (Theater 89)
- 1999: Stephen Sinclair/ Anthony McCarten: Ladies Night (Barry) – Regie: Folke Braband (Tribüne Berlin)
- 1999: Oliver Bukowski: Gäste (Äppel-Treitschke, Bauer) – Regie: Hans-Joachim Frank (Theater 89)
- 2000: Roland Topor: Ein Winter unterm Tisch – Regie: Eva Jankowski (Theater unterm Dach Berlin)
- 2001: Dea Loher: Adam Geist (Klempnermeister) – Regie: Gabriele Heinz (Theater 89)
- 2002: Melanie Gieschen: Die Abzocker (Stumpf) – Regie: Johanna Schall (Theater 89)
- 2003: Eduardo de Filippo: Verrückt auf Italienisch (Alberto) – Regie: Thomas Köhler (Brandenburger Theater)
- 2007: Carmen Gentara/Christian Schumann: Die MetroPole – Det is Berlin! (Penner/Droschkenpaule) – Regie: Carmen Gentara (Tempodrom Berlin)
- 2009: Christoph Hein nach Lu Xun: Die wahre Geschichte des Ah Q – Regie: Ekkehardt Emig (Landestheater Neustrelitz)
- 2010: Friedrich Schiller: Kabale und Liebe (Luises Vater) – Regie: Christoph Schroth (Schauspielhaus Neubrandenburg)
- 2010: Oliver Bukowski: Goodbye Lucy, Hello Lucy – Regie: Hans-Joachim Frank (Theater 89)
- 2011: Franziska Steiof nach Theodor Storm: Der Schimmelreiter – Regie: Christoph Schroth (Schauspielhaus Neubrandenburg)
- 2011: William Shakespeare: Der Widerspenstigen Zähmung (Lucentio/Cambio/1. Vincentio/Curtis) – Regie: Ekkehardt Emig (Schauspielhaus Neubrandenburg)
- 2013: Henrik Ibsen: Nora oder Ein Puppenheim (Rechtsanwalt Krogstadt) – Regie: Herbert Olschok (Schauspielhaus Neubrandenburg)
- 2013: Fernando Arrabal: Picknick im Felde (Vater) – Regie: Frank Voigtmann (Schauspielhaus Neubrandenburg)
- 2014: Carl Zuckmayer: Der Hauptmann von Köpenick (Wilhelm Voigt) – Regie: Rosmarie Vogtenhuber (Schauspielhaus Neubrandenburg)
- 2014: Matthieu Delaporte/Alexandre de La Patellière: Der Vorname (Thomas) – Regie: Frank Voigtmann (Schauspielhaus Neubrandenburg)
- 2015: William Shakespeare: König Richard III. (Sprecher: 1. Bürger) – Regie: Hermann Höcker (Synchrontheater im Sommertheater Netzeband)
- 2015: Bertolt Brecht: Leben des Galilei – Regie: Jürgen Kern (Landestheater Neustrelitz)
- 2015: A.R. Gurney: Love Letters (Andrew) – Regie: Isolde Wabra (Schauspielhaus Neubrandenburg)
- 2016: Filmadaption: Die Drei von der Tankstelle (Kurt Anatol von Waldbach-Windberghausen) – Regie: Wolfgang Bordel (Schauspielhaus Neubrandenburg)
- 2016: Kreativ-Team Mokka-Milch-Eisbar (Barmixer Marcel) – Regie: Birgit Lenz (Schauspielhaus Neubrandenburg)
- 2017: Peter Hacks/Jacques Offenbach: Die schöne Helena – Regie: Wolfgang Bordel (Schauspielhaus Neubrandenburg)
- 2017: Ferdinand von Schirach: Terror (Staatsanwalt) – Regie: Isolde Wabra(Landestheater Neustrelitz)
- 2018: Gregor Edelmann nach Hans Fallada: Falladas Traum – Regie: Tatjana Rese (Landestheater Neustrelitz)
- 2018: Friedrich Wolf: Die Matrosen von Cattaro – Regie: Wolfgang Bordel (Landestheater Neustrelitz)
- 2018: Bertolt Brecht/Kurt Weill: Die Dreigroschenoper – Regie: Rainer Holzapfel (Landestheater Neustrelitz)
- 2018: Ira Levin: Die Todesfalle (Sidney Bruhl) – Regie: Oliver Trautwein (Landestheater Neustrelitz)
- 2019: Tatjana Rese nach Juli Zeh: Unterleuten – Regie: Tatjana Rese (Landestheater Neustrelitz)
- 2019: Gotthold Ephraim Lessing: Nathan der Weise (Nathan) – Regie: Mia Constantine (Landestheater Neustrelitz)
- 2019: Marguerite Monnot/Alexandre Brefford: Irma La Douce (Persil) – Regie: Tatjana Rese (Landestheater Neustrelitz)
- 2024: Domenico Müllensiefen: Aus unseren Feuern (Vater Persberg/Hausmeister/Mike/Kellner) – Regie: Maik Priebe (Schauspielhaus Neubrandenburg)

### Regisseur
- 2004: Molière: Der Arzt wider Willen (Sommertheater Ahrenshoop)
- 2005: Theater Rote Grütze: Mensch, ich lieb dich doch (Mecklenburgisches Landestheater Parchim)
- 2005: Kreativ-Team Männer …sind einfach unersetzlich! (Schauspielhaus Neubrandenburg)
- 2006: Wladimir Tendrjakow: Die Nacht nach der Abschlußfeier (Mecklenburgisches Landestheater Parchim)
- 2007: Dario Fo/Franca Rame: Offene Zweierbeziehung (Theater Wunderlich im Kreatell Berlin)

## Hörspiele
- 1992: Anonymus:  Die Geschichte von den beiden Liebenden oder Was Sheherezade erzählte von der 21. bis zur 24. Nacht (Sohn) – Regie: Karlheinz Liefers (Kinderhörspiel – DS-Kultur)
- 1993: Gabriele Bigott: Weihnachten mit Else (Stulle) – Regie: Karlheinz Liefers (Kinderhörspiel – DS-Kultur/RB/SDR)
- 1995: Tankred Dorst/Ursula Ehler: Wie Dilldapp nach dem Riesen ging (Spaziergänger) – Regie: Karlheinz Liefers (SDR/DLR)
- 1998: Michail Bulgakow: Der Meister und Margarita – Regie: Petra Meyenburg (Hörspiel – MDR)
- 2003: Matthias Brand: Verschleppung eines polnischen Priesters (Chmielewski) – Regie: Hein Bruehl (Hörspiel – WDR)

## Auszeichnungen
- 2019: Neustrelitzer Theaterpreis des Theaterfördervereins[2]